# Mirošovice (zámek)
Mirošovice jsou zámek ve stejnojmenné vesnici, která je částí obce Hrobčice v okrese Teplice v Ústeckém kraji. Zámek stojí na jižním okraji vesnice a vlastní zámecká budova tvoří severní křídlo hospodářského dvora. Zámek je zapsaný v Ústředním seznamu kulturních památek České republiky.

## Historie
První písemná zmínka o Mirošovicích pochází z roku 1207 (August Sedláček udává rok 1209), kdy patřila oseckému klášteru. Od 14. století však ve vsi existoval samostatný statek rytířů Mirošovských z Mirošovic, kterým vesnice patřila až do konce 16. století. Jako poslední ji držel Jan z Mirošic, který v roce 1596 koupil sousední Hrobčice. O tři roky později obě panství prodal Zdeslavu Kaplíři ze Sulevic za 15 500 kop míšeňských grošů, a ten je vzápětí připojil k Želenicím.  Zdeslavův syn Jan Burjan Kaplíř ze Sulevic potom v roce 1616 prodal celé panství Štěpánovi Jiřímu ze Šternberka. Po jeho synovi vesnice přešla na Jana Štěpána Maxmiliána ze Šternberka, který se velmi zadlužil a jeho panství byla použita k úhradě dluhu. Mirošovice připadly jeho příbuzné hraběnce Veronice Polyxeně z Martinic. Od Martiniců zámek v roce 1668 koupila kněžna Žofie Anežka z Dietrichštejna. Brzy poté ho však získali Lobkovicové, kteří Mirošovice připojili k Bílině.
Ve 20. století v hospodářském dvoře působil státní statek a družstvo Jednota s pohostinstvím. Údržba objektu byla zanedbávána a objekt se dostal do havarijního stavu. V některých místnostech se propadly podlahy a poškozená byla také střešní krytina s krovem. V roce 2019 se část střechy propadla. Od devadesátých let 20. století zámek patřil spolku Kampanila Malhostice, kterému se nepodařilo sehnat prostředky na opravu. Roku 2020 zámek za jednu korunu od spolku koupila obec Hrobčice, která v roce 2023 dokončila jeho rekonstrukci. Zámek je v předem stanovených termínech přístupný veřejnosti.

## Stavební podoba

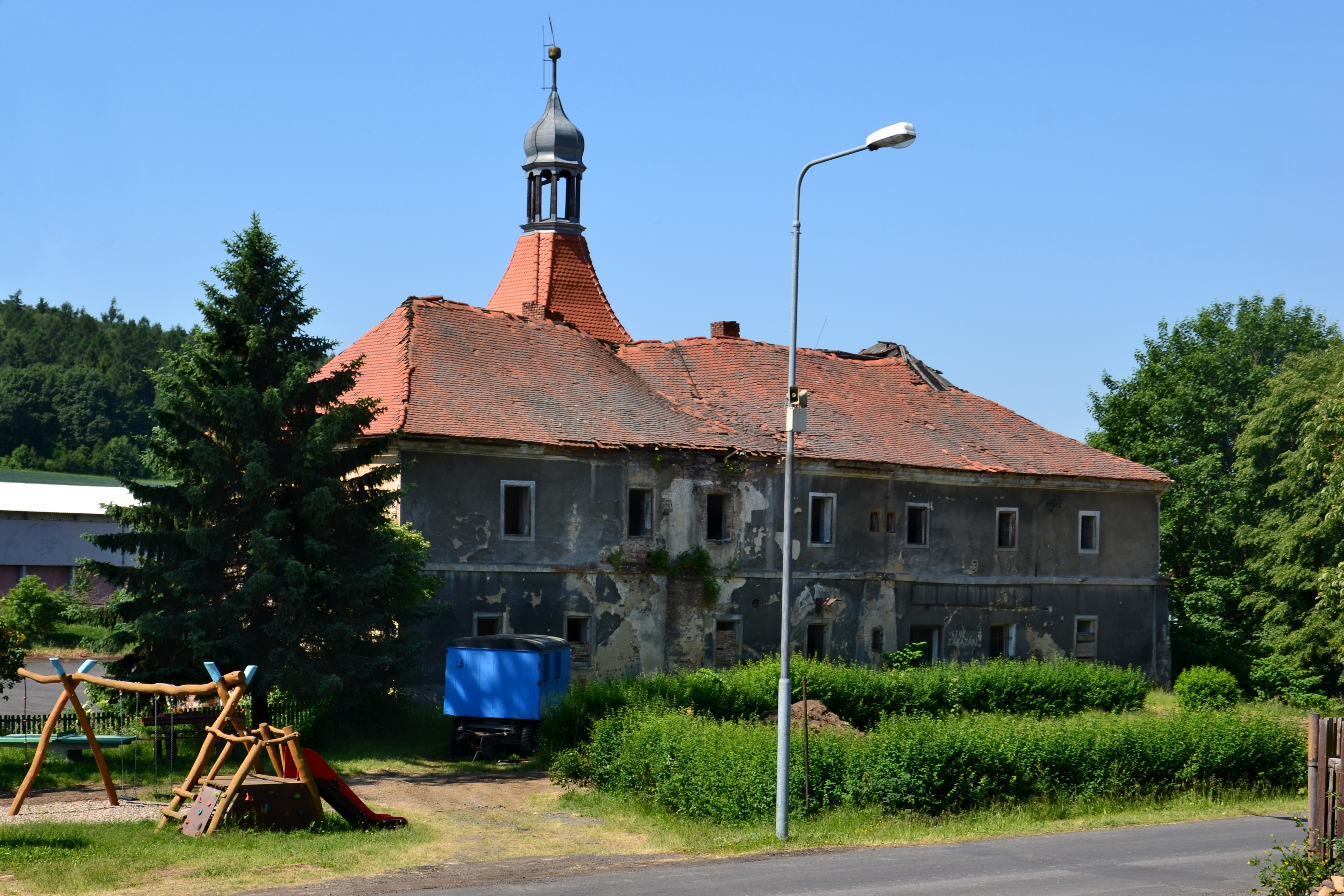
Severovýchodní průčelí v roce 2015

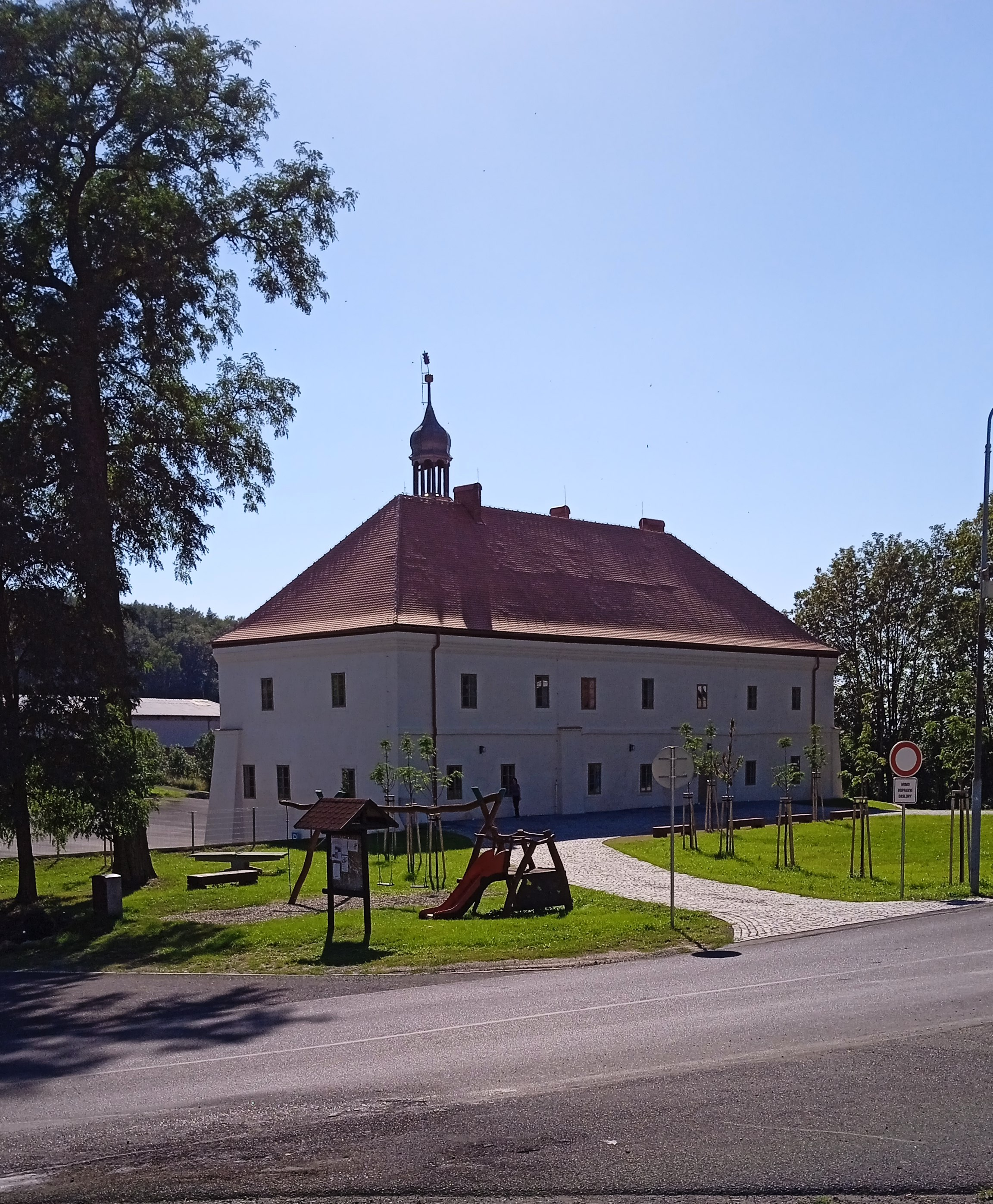
Severovýchodní průčelí v roce 2023

Prvním panským sídlem v Mirošovicích byla tvrz, jejíž polohu neznáme. Na konci 15. století ji nahradila pozdně gotická tvrz zmíněná poprvé v roce 1523. V 16. století byla dvakrát renesančně upravena. Barokní přestavba provedená Lobkovici zasáhla především interiéry vyšších pater. Kromě nich však byla přistavěna také kaple.
Zámeckou budovu tvořilo nejprve dlouhé křídlo s přístavkem v jihozápadní nároží. V jižním průčelí se z té doby zachoval hrotitý vstupní portál a druhý gotický portál druhotně použitý v interiéru. Okolo roku 1554 byly fasády vyzdobeny zlomkovitě dochovanými sgrafitovými omítkami. Přestavěno bylo také přízemí, jehož místnosti byly opatřeny valenými klenbami. Někdy okolo roku 1600 přibyla v jižním průčelí schodišťová věž.
Při rekonstrukci zámku byly pod vrstvami omítek nalezeny nástěnné kresby šlechtice a šlechtičny doplněné nápisy psanými novogotickou kurzivou. Předpokládá se, že jde o zobrazení páru, který na zámku žil asi v letech 1630–1650.